# غاري كيلدال
غاري كيلدال (بالإنجليزية: Gary Kildall)‏ (و. 1942 – 1994 م) هو عالم حاسوب، ومبرمج، وأستاذ جامعي من الولايات المتحدة الأمريكية. ولد في سياتيل، واشنطن. كان مضيفًا مشاركًا في البرنامج التلفزيوني ذا كمبيوتر كرونكلز الذي كان يذاع على بي بي إس.
توفي في مونتيري، مونتيري، كاليفورنيا .

## التعليم
تعلم في جامعة واشنطن

## أعمال بارزة
من أهم أعماله CP/M

## روابط خارجية
- غاري كيلدال على موقع IMDb (الإنجليزية)
- غاري كيلدال على موقع الموسوعة البريطانية (الإنجليزية)
- غاري كيلدال على موقع إن إن دي بي (الإنجليزية)
- غاري كيلدال على موقع قاعدة بيانات الفيلم (الإنجليزية)